# Visconde de Poiares
Visconde de Poiares é um título nobiliárquico criado por D. Carlos I de Portugal, por Decreto de data desconhecida, em favor de António de Barros Poiares.
Titulares
1. António de Barros Poiares, 1.º Visconde de Poiares.